# Le Goût du saké
Pour plus de détails, voir Fiche technique et Distribution.
Le Goût du saké (秋刀魚の味, Sanma no aji, litt. Le Goût du poisson-couteau d'automne) est un film japonais réalisé par Yasujirō Ozu, sorti en 1962.
Dernier film du cinéaste, il sort en salles quelques mois avant que Ozu ne meure le 12 décembre 1963 des suites d'un cancer.

## Synopsis
Un père, veuf, cadre dans une entreprise industrielle, vit avec son dernier fils et sa fille, âgée de 24 ans, qui se dévoue pour le confort de son père et de son frère. Le soir, après le travail, le père retrouve ses amis pour boire du saké dans un bar où ils ont leurs habitudes. L'un d'eux lui propose un gendre pour sa fille. Il prend alors peu à peu conscience que sa fille est en âge de se marier et qu'il doit, au risque de se retrouver seul, la libérer de l'emprise paternelle. Cédant d'abord à son angoisse de la solitude, il nie la nécessité du mariage, mais l'événement devient inéluctable.

## Fiche technique
- Titre français : Le Goût du saké ou parfois Après-midi d'automne
- Titre original : 秋刀魚の味 (Sanma no aji?)
- Titre anglais : An Autumn Afternoon
- Réalisation : Yasujirō Ozu
- Assistant réalisateur : Kōzō Tashiro
- Scénario : Kōgo Noda et Yasujirō Ozu
- Musique : Kojun Saitō
  - Gunkan kōshinkyoku[3]
- Directeur de la photographie : Yūharu Atsuta
- Montage : Yoshiyasu Hamamura
- Décors : Tatsuo Hamada, Shigeo Ogiwara
- Costumes : Yuuji Nagashima
- Ingénieur du son : Yoshisaburo Senoo
- Producteur : Shizuo Yamanouchi
- Société de production et de distribution  Japon : Shōchiku
- Société de distribution  France : Carlotta Films (2020)
- Tournage : d'août à novembre 1962 à Tokyo (extérieurs) et aux studios Shōchiku à Ofuna.
- Pays de production :  Japon
- Langue : japonais
- Format : couleur - 1,85:1 - 35 mm - son mono
- Genre : drame
- Durée : 113 minutes
- Dates de sortie : 
  - Japon : 18 novembre 1962
  - France : 6 décembre 1978, 1er août 2001

## Distribution

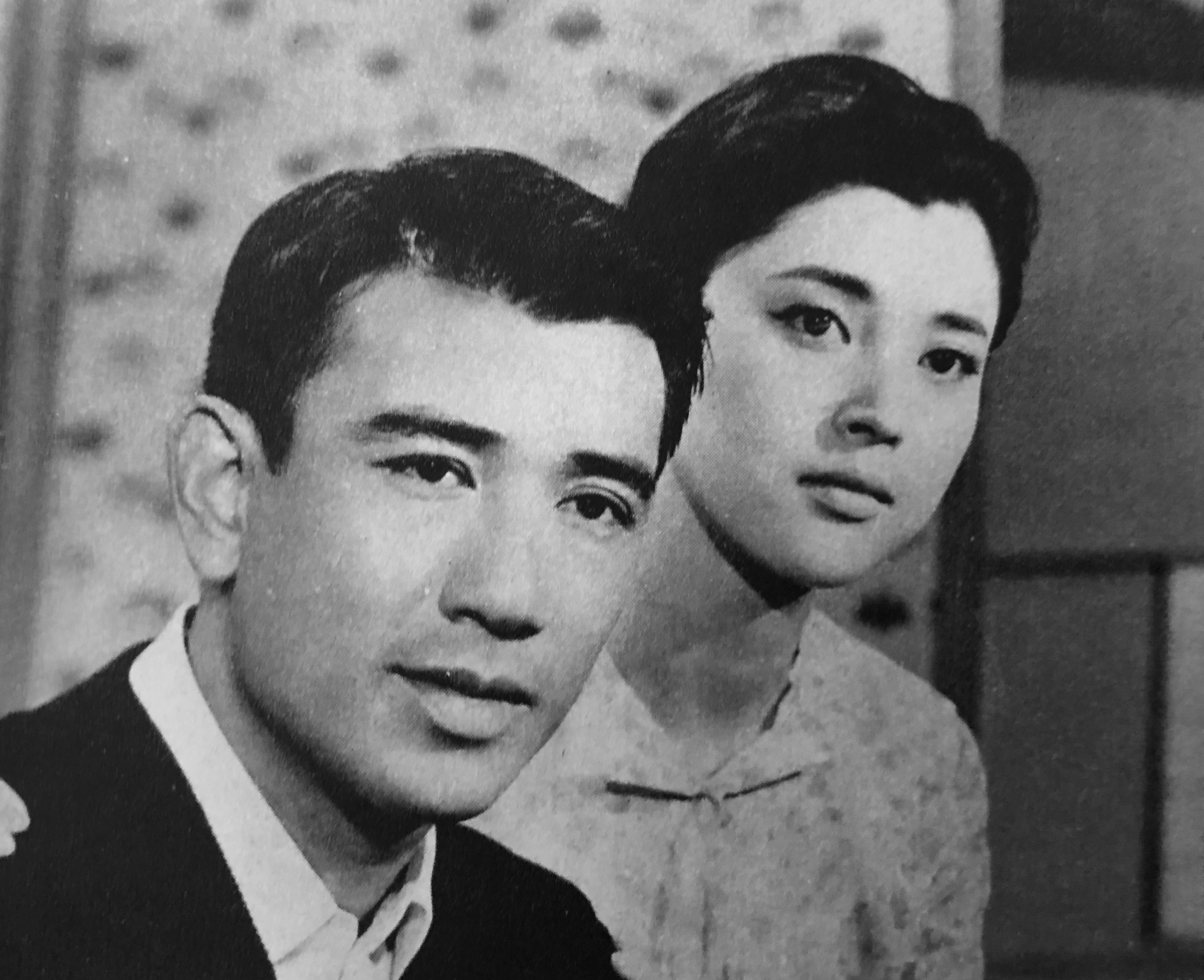
Keiji Sada et Mariko Okada.

- Chishū Ryū : Shuhei Hirayama, le père
- Shima Iwashita : Michiko Hirayama, sa fille
- Keiji Sada : Koichi Hirayama, le fils aîné de Shuhei
- Shinichirō Mikami : Kazuo Hirayama, le fils cadet de Shuhei
- Mariko Okada : Akiko Hirayama, la femme de Koichi
- Teruo Yoshida : Yutaka Miura
- Noriko Maki : Fusako Taguchi
- Nobuo Nakamura : Shuzo Kawai
- Eijirō Tōno : Sakuma, la "gourde", l'ancien professeur
- Kuniko Miyake : Nobuko
- Kyōko Kishida : 'Kaoru' no Madame, la serveuse de bar
- Haruko Sugimura : Tomoko, la fille de Sakuma
- Michiyo Kan : Tamako, gosai
- Ryūji Kita : Shin Horie
- Toyoko Takahashi : 'Wakamatsu' no Okami
- Shinobu Asaji : Youko Sasaki, hisho
- Masao Oda : Dousousei Watanabe
- Fujio Suga : Suikyaku A
- Daisuke Katō : Yoshitaro Sakamoto
- Tsuusai Sugawara : Dousousei Sugai
- Yasuo Ogata : Dousousei Ogata
- Yoshikazu Inagawa
- Hisayo Komachi
- Tami Yamamoto
- Kentaro Imai

## Récompenses
- Prix du meilleur second rôle féminin (Kyōko Kishida), lors des Blue Ribbon Awards 1963.
- Prix de la meilleure photographie (Yūharu Atsuta), meilleur second rôle masculin (Eijirō Tōno) et meilleur second rôle féminin (Kyōko Kishida), lors des prix du film Mainichi 1963.